# Kromaňonci

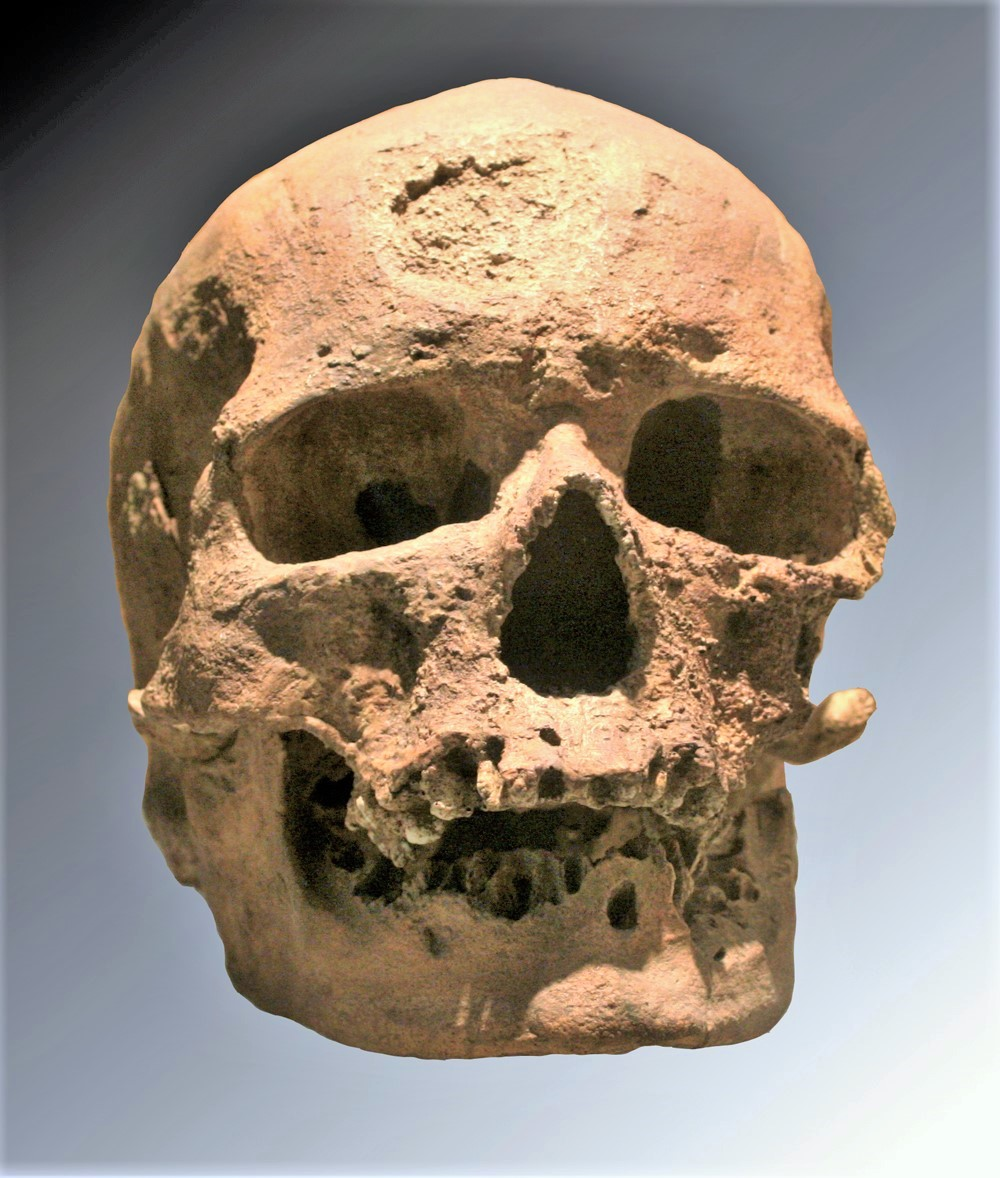
Lebka kromaňonce v pařížském Musée de l'Homme

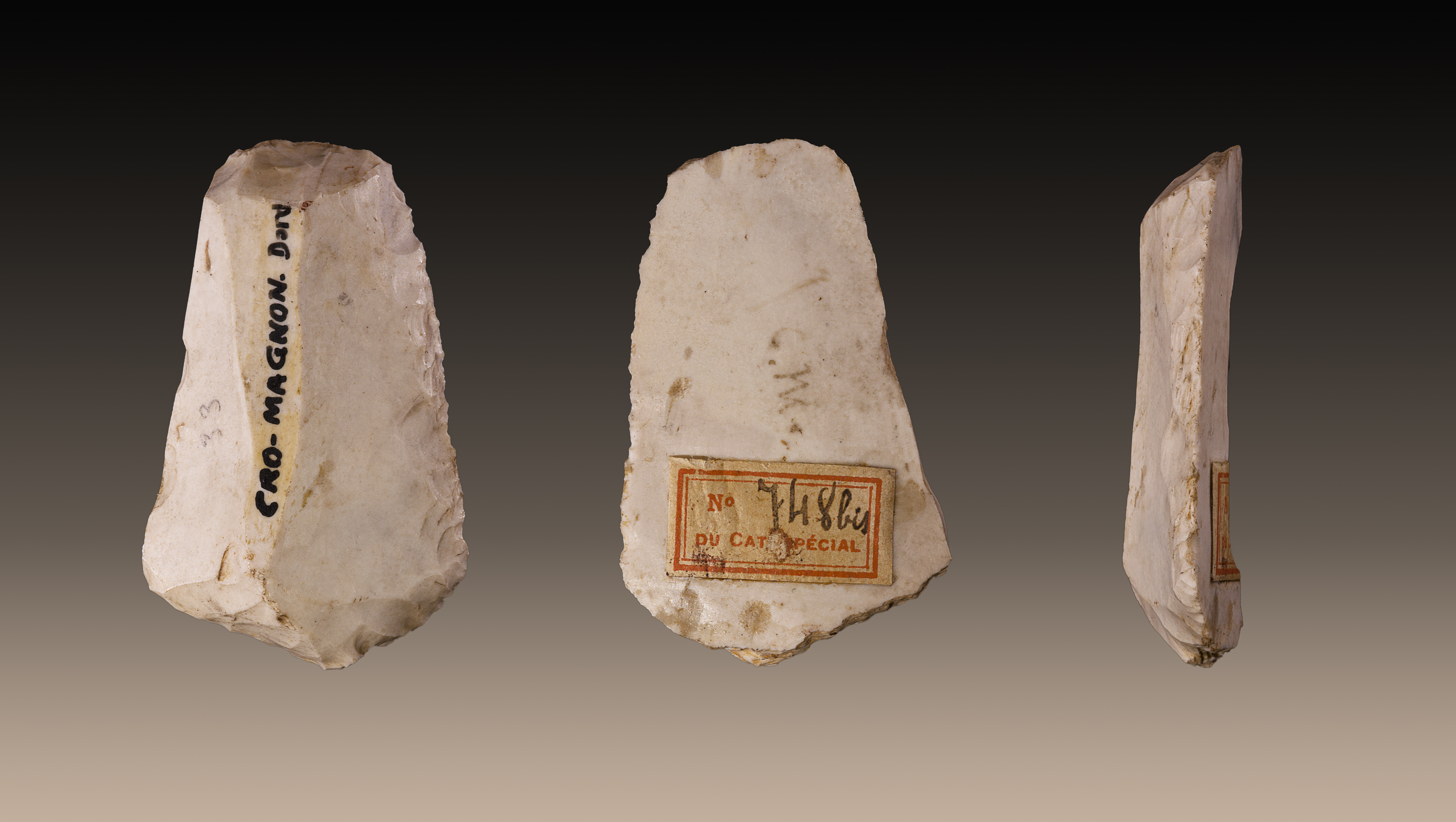
pazourková škrabka, sbírka Louise Larteta

Kromaňonec nebo kromaňonský člověk nebo cromagnonský člověk je vědecky nepřesné označení pro mladopaleolitického Homo sapiens . O kromaňoncích mluvíme cca od 35 000 BP (nejstarší nálezy) do cca 10 000 BP. V druhé polovině 20. století (kdy i neandertálce považovali za poddruh Homo sapiens) někteří badatelé kromaňonce vědecky označovali jako člověk předvěký, čili latinsky Homo sapiens fossilis, Neoanthropus fosssilis či Homo sapiens diluvialis.

## Charakteristika
Kromaňonští lidé sbírali plody, kořínky a lovili divokou zvěř. Žili v prostých jeskyních a přístřešcích. Přibližně před 10 000 lety se mentálně vyvinuli natolik, že se způsobem myšlení a bohatšími výrazovými prostředky začali podobat modernímu člověku. Vytvářeli již první umělecká díla včetně jeskynních maleb ve Francii, Španělsku a na Sahaře. Zhotovovali šperky, figurky, oděvy, přístřešky, nástroje a lovecké zbraně.
Kromaňonci měli robustní stavbu těla a byli silní. Tělo bylo celkově těžké a pevné se silnou muskulaturou. Čelo bylo docela rovné (na rozdíl od ubíhajícího u Neandertálce) a jen s nepatrnými nadočnicovými oblouky. Obličej byl krátký a široký. Brada byla nápadná. Objem mozku byl kolem 1 600 cm3, tedy větší než průměrný objem mozku současného moderního člověka. V roce 2018 byla poprvé rekonstruována podoba tváře první objevené kostry „kromaňonce“ z roku 1868.

### Původ názvu
Označení Kromaňonec pochází od názvu jeskyně Abri de Cro-Magnon ve Francii (abri je francouzsky označení pro kamenné přístřeší, cro je okcitánsky „díra“ nebo „dutina“,
a Magnon je jméno majitele pozemku)
u osady Les Eyzies v komuně Les Eyzies-de-Tayac-Sireuil v jihozápadní  Francii , kde byla nalezena první lebka Kromaňonce v roce 1868.
Kromaňonec je nejstarší známý anatomicky moderní člověk (Homo sapiens sapiens) v Evropě. Kromaňonci byli spojeni s velmi známými jeskynními malbami v Lascaux a s aurignacienskou kulturou, jejíž pozůstatky jsou známé z jižní Francie a Německa. Po dalších nálezech v archeologických lokalitách v západní Evropě i jinde a po vylepšení radioaktivního datování na počátku 21. století, byly tyto nálezy přidány do taxonomické klasifikace hominoidů.